# Yūka Maeda
Pour les articles homonymes, voir Maeda.
Yūka Maeda, ou Yuka, Yuuka (前田憂佳, Maeda Yūka, née le 28 décembre 1994 au Japon) est une chanteuse, seiyū et idole japonaise du Hello! Project, membre du groupe de J-pop S/mileage.

## Biographie
Yūka Maeda débute en 2004, sélectionnée avec le Hello Pro Egg, et forme le groupe Tomoiki Ki wo Uetai en 2005. En 2008, elle rejoint le groupe temporaire High-King, puis forme le groupe Shugo Chara Egg!. Elle forme en parallèle S/mileage en mai 2009. Elle quitte Shugo Chara Egg! en septembre suivant et y est remplacée, se consacrant désormais à S/mileage.
En mars 2010, elle est « graduée » du Hello! Pro Egg avec les membres de S/mileage, quittant son statut de débutante « egg » pour devenir membre active du Hello! Project à part entière. Le même mois, elle est choisie avec deux de ses collègues de S/mileage pour doubler les voix des trois héroïnes de la série anime Hime Chen! Otogi Chikku Idol Lilpri, et forme avec elles en parallèle à S/mileage le groupe Lilpri dérivé de la série.
En août 2011, elle participe au groupe temporaire Bekimasu aux côtés d'autres membres du Hello! Project, puis à sa nouvelle mouture Mobekimasu. 
Fin octobre 2011, elle annonce l'arrêt prochain de ses activités artistiques pour continuer ses études ; son départ effectif de ses groupes et du H!P a lieu le 31 décembre 2011.

## Groupes

### Au sein du Hello! Project
- Hello! Pro Egg (2004–2010)
- Tomoiki Ki wo Uetai (2005-2009)
- High-King (2008-2009)
- Shugo Chara Egg! (2008-2009)
- S/mileage (2009 - 2011)
- Lilpri (2010 - 2011)
- Bekimasu / Mobekimasu (2011)

## Discographie

### Singles divers
Avec Tomoiki Ki wo Uetai
- 16 septembre 2006 : Minna no Ki

Avec High-King
- 11 juin 2008 : C\C (Cinderella\Complex)

Avec Shugo Chara Egg!
- 10 décembre 2008 : Minna no Tamago (みんなのたまご?)
- 25 février 2009 : Shugo Shugo! (しゅごしゅご!?)
- 27 mai 2009 : Omakase Guardian / Omakase Guardian (Shugo Chara Egg! version)
- 02 septembre 2009 : School Days / School Days (Shugo Chara Egg! version)

Avec Lilpri
- 16 juin 2010 : Little Princess Pri!
- 17 novembre 2010 : Idolulu

Avec Hello! Project Mobekimasu
- 16 novembre 2011 : Busu ni Naranai Tetsugaku

### Avec S/mileage
Singles
- 7 juin 2009 : Amanojaku
- 23 septembre 2009 : Asu wa Date na no ni, Ima Sugu Koe ga Kikitai
- 23 novembre 2009 : Suki Chan
- 14 mars 2010 : Otona ni Narutte Muzukashii!!!
- 26 mai 2010 : Yume Miru Fifteen
- 28 juillet 2010 : Gambara Nakute mo ee Nende!!
- 29 septembre 2010 : Onaji Jikyū de Hataraku Tomodachi no Bijin Mama
- 9 février 2011 : Short Cut
- 27 avril 2011 : Koi ni Booing Boo!
- 6 juillet 2011 : Uchōten Love
- 28 septembre 2011 : Tachia Girl
- 28 décembre 2011 : Please Miniskirt Post Woman

Albums
- 8 décembre 2010 : Warugaki 1

## Filmographie
Films
- 2010 : Hoshisuna no Shima no Chiisana Tenshi ~Mermaid Smile~ (星砂の島のちいさな天使 〜マーメイドスマイル〜) (Shimabukuro Yuka)

Dramas
- 2006 : Gakincho ~Return Kids~ (がきんちょ～リターン・キッズ～) (14 episodes) (Aoi)
- 2010 : Hanbun Esper (半分エスパー)
- 2010 : 5nengo no Love Letter (5年後のラブレター) (Shimura Nao enfant)

Animés
- 2010-2011 : Hime-chen! Otogichikku Idol Lilpri (ひめチェン!おとぎちっくアイドル リルぷりっ) (Takeshiro Layla)

## Divers
Programmes TV
- 2007 : Chao.TV (ちゃお.TV)
- 2011- : HELLOPRO! TIME (ハロプロ！ＴＩＭＥ)

DVD
- 4 août 2010 : Maeda Yuuka Junpaku

Comédies musicales et théâtres
- 2007 : Soto wa Shiroi Haru no Kumo (外は白い春の雲)
- 2007 : Ekubo ~people song~ (えくぼ～people song～)
- 2008 : Biyoji Junction (美女木ジャンクション)
- 2009 : Shugo Chara! (しゅごキャラ!)
- 2009 : Koisuru Hello Kitty (恋するハローキティ)

Radio
- 2010-2011 : FIVE STARS

Photobooks
- 23 juillet 2010 : Maeda Yuuka 15sai (前田憂佳 15才)
- 20 décembre 2011 : See You-karin

## Liens
- (ja) Blog officiel de Yūka Maeda
- (ja) Fiche officielle avec S/mileage